# ديزموند أو
ديزموند أو (بالإنجليزية: Desmond Oh)‏ (16 يونيو 1986 - ) هو لاعب كرة قاعدة ولاعب كرة سلة أسترالي في مركز مدافع مسدد الهدف. لعب مع Singapore Slingers ‏.

## وصلات خارجية
- ديزموند أو على موقع ريلجم (الإنجليزية)